# Эскадренные миноносцы типа V-170
Эскадренные миноносцы типа V-170 — тип эскадренных миноносцев, заказанный к строительству Военно-морским флотом Германии в период Первой мировой войны. Всего на 3 верфях было заказано к строительству 16 эсминцев этого типа, из них только 7 эсминцев (V-170 — V-176) успели заложить, но ни один из них так и не был в итоге достроен.

## Энергетическая установка
На кораблях типа в качестве ГЭУ была установлена паротурбинная ЭУ мощностью 36 000 л. с., состоящая из 2 турбин и 3 военно-морских нефтяных двухсторонних котлов. Максимальные запасы топлива на эсминцах типа составляли 330 тонн нефти.

## Вооружение
Эскадренные миноносцы вооружались 4х1 105-мм орудиями. Торпедное вооружение эсминцев состояло из 6 500-мм торпедных аппаратов и 40 мин заграждения.